# پومونا ۳۲
سیارک ۳۲ (به انگلیسی: 32 Pomona) سی و دومین سیارک کشف شده‌است که در ۲۶ اکتبر ۱۸۵۴ و در پاریس کشف شد.
قدر مطلق سیارک برابر ۷٫۵۶ است.